# Heteroponera angulata
Heteroponera angulata är en myrart som beskrevs av Borgmeier 1959. Heteroponera angulata ingår i släktet Heteroponera och familjen myror. Inga underarter finns listade i Catalogue of Life.